# Buster Bloodvessel
Douglas Trendle (né le 6 septembre 1958), plus connu sous son nom de scène Buster Bloodvessel, est le chanteur anglais du groupe de ska Bad Manners. Son nom de scène est tiré du nom du conducteur de bus joué par Ivor Cutler dans le film des Beatles de 1967 : Magical Mystery Tour.